# Fresne-lès-Reims
Fresne-lès-Reims és un municipi francès, situat al departament del Marne i a la regió del Gran Est. L'any 2007 tenia 425 habitants.

## Demografia

### Població
El 2007 la població de fet de Fresne-lès-Reims era de 425 persones. Hi havia 154 famílies, de les quals 24 eren unipersonals (12 homes vivint sols i 12 dones vivint soles), 55 parelles sense fills, 71 parelles amb fills i 4 famílies monoparentals amb fills.
La població ha evolucionat segons el següent gràfic:
Habitants censats

### Habitatges
El 2007 hi havia 172 habitatges, 161 eren l'habitatge principal de la família i 11 estaven desocupats. 166 eren cases i 4 eren apartaments. Dels 161 habitatges principals, 137 estaven ocupats pels seus propietaris, 23 estaven llogats i ocupats pels llogaters i 2 estaven cedits a títol gratuït; 1 tenia una cambra, 3 en tenien dues, 9 en tenien tres, 29 en tenien quatre i 120 en tenien cinc o més. 148 habitatges disposaven pel capbaix d'una plaça de pàrquing. A 60 habitatges hi havia un automòbil i a 95 n'hi havia dos o més.

### Piràmide de població
La piràmide de població per edats i sexe el 2009 era:
| Homes | Edats   | Dones |
| ----- | ------- | ----- |
| 0     | 95 o +  | 0     |
| 0     | 90 a 94 | 0     |
| 4     | 85 a 89 | 4     |
| 4     | 80 a 84 | 0     |
| 4     | 75 a 79 | 0     |
| 0     | 70 a 74 | 12    |
| 4     | 65 a 69 | 8     |
| 12    | 60 a 64 | 4     |
| 4     | 55 a 59 | 4     |
| 16    | 50 a 54 | 8     |
| 40    | 45 a 49 | 36    |
| 8     | 40 a 44 | 24    |
| 16    | 35 a 39 | 8     |
| 12    | 30 a 34 | 12    |
| 12    | 25 a 29 | 12    |
| 16    | 20 a 24 | 20    |
| 20    | 15 a 19 | 28    |
| 32    | 10 a 14 | 28    |
| 12    | 5 a 9   | 8     |
| 0     | 0 a 4   | 12    |

## Economia
El 2007 la població en edat de treballar era de 299 persones, 213 eren actives i 86 eren inactives. De les 213 persones actives 196 estaven ocupades (106 homes i 90 dones) i 18 estaven aturades (8 homes i 10 dones). De les 86 persones inactives 36 estaven jubilades, 29 estaven estudiant i 21 estaven classificades com a «altres inactius».

### Ingressos
El 2009 a Fresne-lès-Reims hi havia 163 unitats fiscals que integraven 451 persones, la mediana anual d'ingressos fiscals per persona era de 22.823 €.

### Activitats econòmiques
Dels 11 establiments que hi havia el 2007, 1 era d'una empresa de fabricació d'altres productes industrials, 2 d'empreses de construcció, 4 d'empreses de comerç i reparació d'automòbils, 2 d'empreses de transport i 2 d'empreses de serveis.
L'únic servei als particulars que hi havia el 2009 era un electricista.
L'únic establiment comercial que hi havia el 2009 era una botiga d'electrodomèstics.
L'any 2000 a Fresne-lès-Reims hi havia 13 explotacions agrícoles que ocupaven un total de 1.030 hectàrees.

## Equipaments sanitaris i escolars
El 2009 hi havia una escola elemental integrada dins d'un grup escolar amb les comunes properes formant una escola dispersa.

## Poblacions més properes
El següent diagrama mostra les poblacions més properes.